# 布魯斯·赫斯特
布魯斯·維·赫斯特（英語：Bruce Vee Hurst，1958年3月24日—）是一位前美國職棒大聯盟的左投手。

## 外部連結
- 球員資訊和成績在MLB ，ESPN ，Retrosheet ，Baseball Reference ，Fangraphs ，The Baseball Cube ，Baseball Almanac （英文）， Baseball Library